# Early Daze: The Studio Collection
Early Daze: The Studio Collection es un álbum recopilatorio de los Sex Pistols, lanzado en 1993.

## Lista de canciones
1. "I Wanna Be Me"
2. "No Feelings"
3. "Anarchy in the UK"
4. "Satellite"
5. "Seventeen"
6. "Submission"
7. "Pretty Vacant"
8. "God Save the Queen"
9. "Liar"
10. "EMI"
11. "New York"
12. "Problems"

## Personal
- Johnny Rotten - voz
- Steve Jones - guitarra, coros y bajo
- Paul Cook - batería
- Glen Matlock - bajo en "Anarchy in the UK" y "I Wanna Be Me"

- Datos: Q2879597